# Омвил Лестр
Омвил Лестр (фр. Aumeville-Lestre) насеље је и општина у северној Француској у региону Доња Нормандија, у департману Манш која припада префектури Шербур-Октевил.
По подацима из 2011. године у општини је живело 139 становника, а густина насељености је износила 56,97 становника/km². Општина се простире на површини од 2,44 km². Налази се на средњој надморској висини од 10 метара.

## Демографија
| 1962. | 1968. | 1975. | 1982. | 1990. | 1999. | 2011. |
| ----- | ----- | ----- | ----- | ----- | ----- | ----- |
| 131   | 156   | 147   | 153   | 134   | 139   | 139   |

График промене броја становника у току последњих година